# Georg Luger
Georg Johann Luger (6. března 1849, Steinach am Brenner – 22. prosince 1923, Berlín) byl rakouský vynálezce a konstruktér, vynálezce zbraně Luger P.08, která je označována za nejslavnější pistoli světa. Pro tuto pistoli vyvinul i náboje 9 × 19 mm Parabellum.

## Život
Po jeho narození se rodina přestěhovala do Itálie, kde jeho otec vyučoval na univerzitě v Padově. Italština se mu tak stala druhým mateřským jazykem. V Padově vystudoval gymnázium a poté odešel do Vídně, kde studoval na Vídeňské obchodní akademii (Wiener Handelsakademie), předchůdce dnešní vysoké ekonomické školy. V říjnu 1867 se Luger dobrovolně přihlásil k vojenské službě. Jako dobrý střelec byl poslán do rakousko-uherské školy vojenských zbraní v Bruckneudorfu, kde se brzy stal instruktorem. Tam vyklíčil jeho zájem o automatické zbrojní systémy. V roce 1871 byl povýšen na poručíka a poslán do civilu. Poté pracoval jako účetní vídeňského Jockey Clubu, později ho i vedl. V roce 1891 byl zaměstnán firmou Ludwig Loewe & Company, která sídlila v Berlíně. Následně pracoval pro Deutsche Waffen und Munitions Fabriken. Zde vyvinul svoji slavnou pistoli, armáda ji však odmítla. V roce 1898 si ji nechal patentovat. Když byl tudíž v roce 1919 z firmy vyhozen, vyhrál soudně práva na tento vynález. Soudy ho však stály všechny prostředky.
Roku 1873 se oženil s Elisabeth Josefou Dufkovou. Z manželství se narodili tři synové: Georg Franz, Julius Wilhelm Bartholomaeus a Friedrich Alexander Georg.